# Olympische Sommerspiele 1968/Teilnehmer (Norwegen)
| Gelbes Symbol für Goldmedaillen mit stilisierten Olympischen Ringen | Graues Symbol für Silbermedaillen mit stilisierten Olympischen Ringen | Braundes Symbol für Bronzemedaillen mit stilisierten Olympischen Ringen |
| ------------------------------------------------------------------- | --------------------------------------------------------------------- | ----------------------------------------------------------------------- |
| 1                                                                   | 1                                                                     | —                                                                       |

Norwegen nahm an den Olympischen Sommerspielen 1968 in Mexiko-Stadt mit einer Delegation von 46 Athleten (38 Männer und acht Frauen) an 36 Wettkämpfen in elf Sportarten teil. Fahnenträgerin bei der Eröffnungsfeier war die Leichtathletin Berit Berthelsen.

## Teilnehmer nach Sportarten

### Boxen
Männer
- Nils Dag Strømme

### Fechten
Männer
- Jan von Koss
- Dag Midling

### Gewichtheben
Männer
- Leif Jensen

### Kanu
Männer
- Steinar Amundsen
- : Gold  Kajak-Vierer 1000 m
- Tore Berger
- : Gold  Kajak-Vierer 1000 m
- Jan Johansen
- : Gold  Kajak-Vierer 1000 m
- Rolf Olsen
- Egil Søby
- : Gold  Kajak-Vierer 1000 m

### Leichtathletik
| Männer - Arne Kvalheim - Arne Risa - Kjellfred Weum | Frauen - Berit Berthelsen - Anne Lise Wærness |

### Radsport
Männer
- Thorleif Andresen
- Ørnulf Andresen
- Jan Erik Gustavsen
- Knut Knudsen
- Tore Milsett
- Leif Yli

### Ringen
Männer
- Harald Barlie
- Tore Hem
- Håkon Øverby

### Schießen
- Bjørn Bakken
- Elling Øvergård
- John Rødseth
- Kjell Sørensen

### Schwimmen
Männer
- Ørjan Madsen

### Segeln
- Jan-Erik Aarberg
- Stein Føyen
- Kronprinz Harald
- Eirik Johannessen
- Bjørn Lofterød
- Odd Roar Lofterød
- Peder Lunde junior
- : Silber  Star
- Theodor Sommerschield
- Per Werenskiold
- Kai Georg Wiese
- Erik Wiik-Hansen
- Per Olav Wiken
- : Silber  Star

### Turnen
Frauen
- Helga Braathen
- Unni Holmen
- Ann-Mari Hvaal
- Torunn Isberg
- Jill Kvamme-Schau
- Wenche Sjong